# Maurizio Gucci
Maurizio Gucci (26. září 1948, Florencie – 27. března 1995, Milán) byl italský podnikatel, vnuk zakladatele módního domu Gucci.
Ve věku 46 let byl zavražděn nájemným vrahem; vraždu si objednala jeho bývalá manželka Patrizia Reggiani.

## Život
Maurizio byl synem herce Rodolfa Gucciho a vnukem zakladatele módní značky Gucci, Guccia Gucciho. V roce 1972 se oženil s Patrizií Reggiani, měli spolu dvě dcery, Allegru a Alessandru.
Téhož roku se přestěhoval do New Yorku, aby v rodinné firmě pracoval se svým strýcem Aldem Gucci. V roce 1982 se odstěhoval zpět do Milána. O tři roky později se jeho manželství rozpadlo, dalších 10 let se táhl komplikovaný rozvod.
V roce 1983 zemřel Mauriziův otec a ten tak zdědil jeho 50% podíl ve firmě. Zapojil se do soudních bitev ve snaze odstranit z představenstva členy své rodiny; jejich podíly nakonec koupila bahrajnská investiční společnost Investcorp za údajných 135 milionů dolarů. Téže společnosti prodal do roku 1993 Maurizio i svůj zbývající podíl, a to za cenu mezi 150 až 200 miliony dolarů. Tím skončilo vlastnictví firmy Gucci rodinou zakladatele.
Manželé byli oficiálně rozvedeni v roce 1994, Reggiani si jako součást rozvodového vyrovnání vymínila vyplácení přibližně milionu dolarů ročně. Od roku 1990 však Gucci žil s designérkou a bývalou modelkou Paolou Franchi. Obavy Reggiani z jejich svatby, která by snížila její rentu, mohly být jedním z motivů, proč se rozhodla svého exmanžela nechat zabít.

### Vražda
Když 27. března 1995 ráno Maurizio vcházel do budovy na Via Palestro v Miláně, kde pracoval, byl zastřelen neznámým mužem. Vyšetřování dva roky nevedlo k nalezení vraha. Nový impuls dostalo poté, co náhodný host milánského hotelu v lednu 1997 zaslechl, jak se noční vrátný Ivan Savioni chlubí tím, že Gucciho vraha najal. Policie poté zjistila, že se Savionim jednala Giuseppina „Pina“ Auriemma, důvěrnice Gucciho exmanželky Patrizie. Savioni pak vyjednal cenu za Gucciho život s Oraziem Cicalou, který souhlasil s nalezením a objednáním vraha. Tím se stal Benedetto Ceraulo. Vyšetření prokázalo, že Cicala řídil auto, ze kterého Ceraulo Gucciho smrtelně zasáhl. Téhož dne si Reggiani do deníku poznamenala: „Paradeisos“, což je řecké slovo pro ráj.
Reggiani se k objednání vraždy nikdy nepřiznala. Ceraulo (ač se také nepřiznal) dostal doživotní trest, Reggiani a Cicala 29 let, Pina Auriemma a Savioni 25 a 26 let. V roce 2000 se Reggiani pokusila o sebevraždu oběšením, strážci ji však nalezli včas. V říjnu 2011, když si odsloužila polovinu trestu sníženého na 26 let, mohla být propuštěna na podmínku, pokud by začala pracovat. „V životě jsem nepracovala, a teď s tím nebudu začínat,“ komentovala své rozhodnutí této možnosti nevyužít. Nakonec byla za dobré chování propuštěna po 18 letech, v říjnu 2016.

## Ve filmu
Život a smrt Maurizia Gucciho jsou námětem filmu Klan Gucci (2021) britského režiséra Ridleye Scotta. Maurizia ztvárnil americký herec Adam Driver, jeho bývalou manželku americká zpěvačka a herečka Lady Gaga.